# Dienst Regelingen

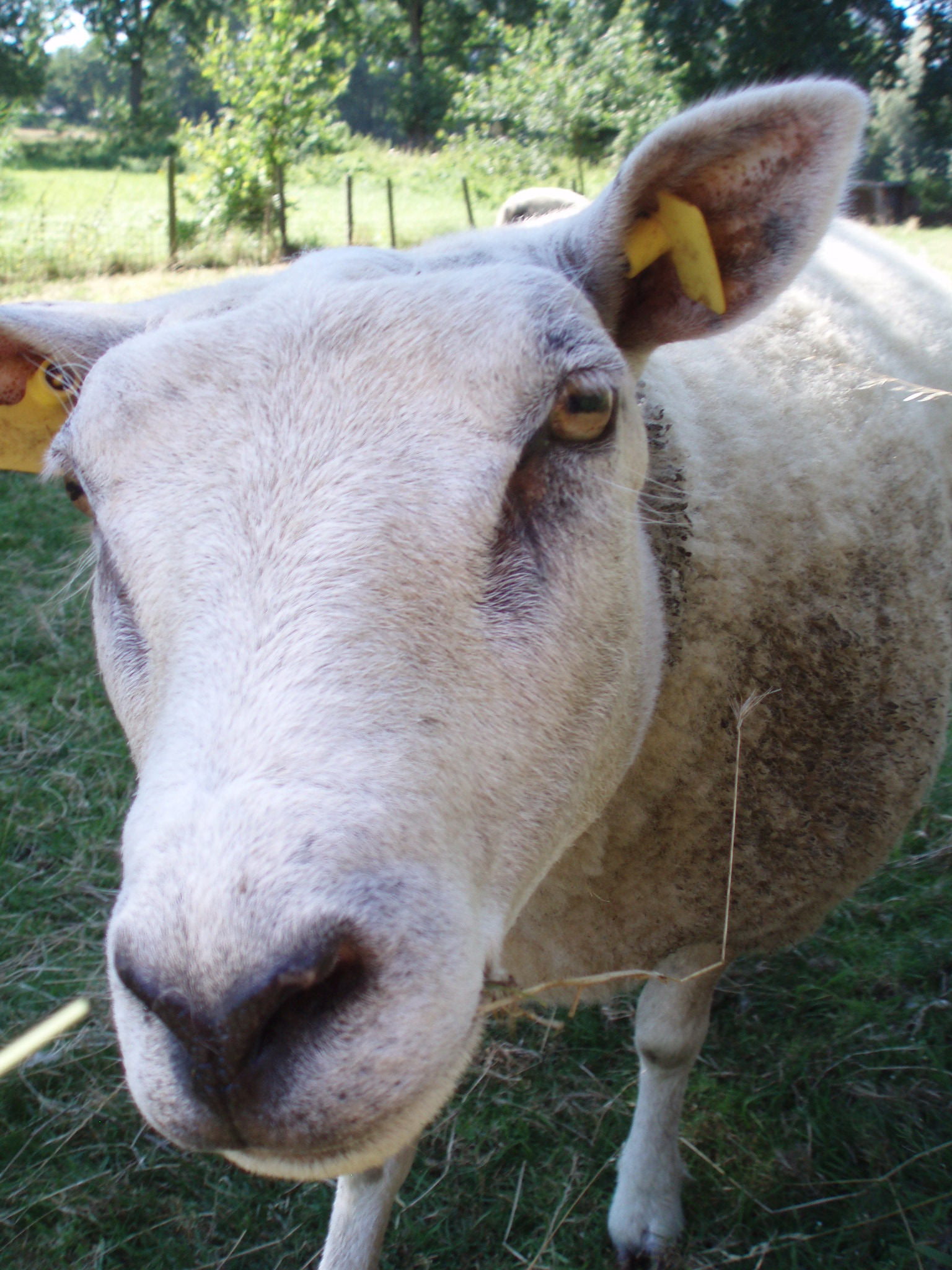
Een geregistreerd schaap, te herkennen aan de oormerken van de DR

De Dienst Regelingen (DR) was van 2004 tot 2014 een uitvoerende dienst (agentschap) van het Ministerie van Economische Zaken (EZ; voorheen van het ministerie van Landbouw, Natuur en Voedselkwaliteit) in Nederland.

## Geschiedenis
De dienst is ontstaan bij een reorganisatie die de LNV-diensten InBeslagname Goederen (IBG), Bureau Heffingen, LASER, het LNV-Loket en de Dienst Basisregistraties samenvoegde. Ze voerde (subsidie)regelingen van EZ uit, maar ook voor andere opdrachtgevers (andere ministeries). Daarnaast was de dienst verantwoordelijk voor de registratie van landbouwdieren (I&R) (waarvoor de dieren verplicht een oormerk krijgen) en de uitgifte van het Uniek Bedrijfsnummer (UBN). Voorbeelden zijn subsidieregelingen voor agrariërs en natuurbeheerders. Verder streefde de Dienst Regelingen ernaar hét (inter)nationaal betaalorgaan te worden voor overheden. 
Op 1 januari 2014 werd de Dienst Regelingen bij een volgende reorganisatie van rijksdiensten samengevoegd met Agentschap NL. Deze nieuwe dienst heet Rijksdienst voor Ondernemend Nederland (RVO). Ook de uitvoerende taken van de agrarische productschappen zijn per die datum ondergebracht bij deze dienst.

## Calamiteiten
Optreden bij calamiteiten in de agrarische sector was een belangrijke taak van de Dienst Regelingen. Vanuit de dienst werden de acties gecoördineerd met betrekking tot uitbraken van besmettelijke dierziekten als bijvoorbeeld blauwtong en vogelgriep.